# TDM (마카오)
TDM(중국어 정체자: 澳門廣播電視股份有限公司, 약칭 澳廣視, 포르투갈어: Teledifusão de Macau, S.A.)은 마카오의 공영 방송국이다. 1982년 1월 1일에 포르투갈의 행정부에 의해 설립되었다.

## 라디오 방송
라디오 방송은 두개의 채널을 운영하고 있으며, 포르투갈어 채널 (FM 98.0 MHz)과 광둥어 채널 (FM 100.7 MHz)이 있다.
포르투갈어 채널은 평일 07:00~20:00, 주말 08:00~20:00 동안 방송되고, 그 외 시간대는 포르투갈 공영방송의 라디오 채널 Antena 1의 방송을 재전송한다. 광둥어 채널은 24시간을 자체 방송을 실시하고 있으며, 일부 표준중국어 방송도 행하고 있다.

## 텔레비전 방송
텔레비전 방송은 아날로그 겸용 채널로 광둥어 채널(TDM Ou Mun)과 포르투갈어 채널(Canal Macau)이 있다. 그리고 3개의 디지털 전용 채널과, 1개의 위성 채널이 있다. 3개의 CCTV 채널과 2개의 중국 인근 지역 채널도 재전송하고 있다.
포르투갈어 채널은 평일 기준 13:00~01:00 정도 자체 방송되고, 그 외에는 RTP Internacional를 재전송한다. 단, 예외적으로, 일요일 아침에는 가톨릭 미사 방송을 해주고, 일부 시간대에 축구 경기를 방송하기도 한다.
광둥어 채널은 07:00(일요일은 09:00)부터 익일 02:00까지 자체 방송되며, 그 외 시간대는 CCTV-13을 재전송한다.

### 지원 채널 목록
| 채널번호 | 채널명                           | 특징                         | 방송 시스템     | 포맷 | 개국년도         | 공식 웹사이트                                 |
| 91       | 澳視澳門 TDM Ou Mun              | 광둥어 종합 채널             | 아날로그&디지털 | SDTV | 1990년 9월 17일  | 공식 웹사이트                                 |
| 92       | 澳視葡文 Canal Macau             | 포르투갈어 종합 채널         | 아날로그&디지털 | SDTV | 1990년 9월 17일  | 공식 웹사이트 보관됨 2012-10-23 - 웨이백 머신 |
| 93       | 澳視體育 TDM Desporto            | 스포츠 채널                  | 디지털          | SDTV | 2009년 10월 9일  | 공식 웹사이트                                 |
| 94       | 澳門資訊 TDM Informação          | 보도 및 경제 채널            | 디지털          | SDTV | 2012년 9월 3일   | 공식 웹사이트                                 |
| 95       | 澳視高清 TDM HD                  | 고선명 텔레비전 채널         | 디지털          | HDTV | 2008년 7월 15일  | 공식 웹사이트                                 |
| 96       | 澳門衛星頻道 TDM Macau Satéllite | 위성 텔레비전                | 디지털&위성     | SDTV | 2009년 10월 1일  | 공식 웹사이트                                 |
| 71       | CCTV-1 综合                      | CCTV 중국어 합성 채널 재전송 | 디지털          | SDTV | 2016년 12월 20일 | 공식 웹사이트                                 |
| 72       | CCTV-13 新闻                     | CCTV 중국어 뉴스 채널 재전송 | 디지털          | SDTV | 2009년 10월 1일  | 공식 웹사이트                                 |
| 73       | CGTN                             | CGTN 영어 뉴스 채널 재전송   | 디지털          | SDTV | 2010년 7월 15일  | 공식 웹사이트                                 |
| 74       | CGTN Documentary                 | CGTN 다큐멘터리 채널 재전송  | 디지털          | SDTV | 2011년 11월 1일  | 공식 웹사이트                                 |
| 75       | 海峽衛視                         | 푸젠 미디어 그룹 채널 재전송 | 디지털          | SDTV | 2011년 4월 1일   | 공식 웹사이트 보관됨 2020-09-02 - 웨이백 머신 |
| 76       | 후난위성텔레비전                 | 후난방송공사 채널 재전송     | 디지털          | SDTV | 2010년 7월 15일  | 공식 웹사이트                                 |
| 77       | 복건위성텔레비전                 | 복건방송공사 채널 재전송     | 디지털          | SDTV | 2017년 12월 20일 | 공식 웹사이트                                 |
| 78       | 광동위성텔레비전                 | 광동방송공사 채널 재전송     | 디지털          | SDTV | 2018년 2월 8일   | 공식 웹사이트 보관됨 2018-01-04 - 웨이백 머신 |